# Zabala Sagarra
Zabala Sagarra es el nombre de una variedad cultivar de manzano (Malus domestica) Está cultivada en la colección del Banco de Germoplasma del manzano de la Universidad Pública de Navarra con el Nº BGM020, ejemplares procedentes de esquejes localizados en Maya localidad del valle de Baztán, en la Merindad de Pamplona Navarra.

## Sinónimos
- "Manzana Amplia",[7][8]
- "Manzana Zabala Sagarra".[9][10]

## Características
El manzano de la variedad 'Zabala Sagarra' tiene un vigor medio. El árbol tiene tamaño medio y porte erecto, con tendencia a ramificar muy alta, con hábitos de fructificación en ramos cortos y largos; ramos con pubescencia fuerte; presencia de lenticelas media; grosor de los ramos medio; longitud de los entrenudos corta.
Las flores son de un tamaño medio; con la disposición de los pétalos libres; color de la flor cerrada rosa claro, y el color de la flor abierta 
blanco rosado; longitud de estilo / estambres más largos; punto de soldadura del estilo lejos de la base; Época de floración media, con una duración de la floración media. Incompatibilidad de alelos S10 S? S?.
Las hojas tienen una longitud del limbo de tamaño medio, con color verde oscuro, pubescencia presente, con la superficie poco brillante. Forma del limbo es cordiforme, forma del ápice apicular, forma de los dientes serrados, y la forma de la base del limbo redondeado. Plegamiento del limbo extendido, con porte erguido; estípulas filiformes; longitud del pecíolo corto.
La variedad de manzana 'Zabala Sagarra' tiene un fruto de tamaño pequeño, de forma globosa aplastada; con color de fondo verde amarillento, con sobre color de importancia ausente, y una sensibilidad al "russeting" (pardeamiento áspero superficial que presentan algunas variedades) débil; con una elevación del pedúnculo no sobresale, grosor de pedúnculo medio, longitud del pedúnculo medio, anchura de la cavidad peduncular es media, profundidad cavidad pedúncular media, importancia del "russeting" en cavidad peduncular media; anchura de la cavidad calicina es media, profundidad de la cavidad calicina es pequeña, importancia del "russeting" en cavidad calicina débil; apertura de los lóbulos carpelares parcialmente abiertos; apertura del ojo abierto; color de la carne blanca; acidez fuerte, azúcar medio, y firmeza de la carne media.
Época de maduración y recolección tardía. Se usa como manzana de elaboración de sidra.

## Susceptibilidades
- Oidio: ataque medio
- Moteado: ataque débil
- Fuego bacteriano: ataque medio
- Carpocapsa: no presenta
- Pulgón verde: ataque fuerte
- Araña roja: ataque fuerte[4][13]